# Pove del Grappa
Pove del Grappa är en ort och kommun i provinsen Vicenza i regionen Veneto i Italien. Kommunen hade 3 148 invånare (2018).